# Olga Puchkova
Pour les articles homonymes, voir Poutchkov.
Olga Puchkova (en transcription française Olga Poutchkova), née le 27 septembre 1987 à Moscou, est une joueuse de tennis russe, professionnelle.
201e en janvier, elle réalise la meilleure saison de sa carrière en 2006, qu'elle conclut au 38e rang mondial. Cette année-là, elle joue en effet deux finales sur le circuit WTA : à l'Open d'Inde (battue par Martina Hingis) et au tournoi de Québec (battue par Marion Bartoli).

## Palmarès

### Titre en simple dames
Aucun.

### Finales en simple dames
| No | Date       | Nom et lieu du tournoi               | Catégorie | Dotation  | Surface         | Vainqueure       | Score         |          |
| -- | ---------- | ------------------------------------ | --------- | --------- | --------------- | ---------------- | ------------- | -------- |
| 1  | 18-09-2006 | Sunfeast Open, Calcutta              | Tier III  | 175 000 $ | Dur (int.)      | Martina Hingis   | 6-0, 6-4      | Parcours |
| 2  | 30-10-2006 | Challenge Bell, Québec               | Tier III  | 175 000 $ | Moquette (int.) | Marion Bartoli   | 6-0, 6-0      | Parcours |
| 3  | 25-02-2013 | WTA Brasil Tennis Cup, Florianópolis | Intern'l  | 235 000 $ | Dur (ext.)      | Monica Niculescu | 6-2, 4-6, 6-4 | Parcours |

## Parcours en Grand Chelem

### En simple dames
| Année | Open d'Australie | Open d'Australie    | Internationaux de France | Internationaux de France | Wimbledon       | Wimbledon         | US Open         | US Open             |
| ----- | ---------------- | ------------------- | ------------------------ | ------------------------ | --------------- | ----------------- | --------------- | ------------------- |
| 2006  | Q1               | Anastasiya Yakimova | Q2                       | Lucie Hradecká           | Q3              | Kirsten Flipkens  | 1er tour (1/64) | Marion Bartoli      |
| 2007  | 2e tour (1/32)   | Amélie Mauresmo     | 2e tour (1/32)           | Daniela Hantuchová       | 1er tour (1/64) | Elena Vesnina     | 1er tour (1/64) | Tsvetana Pironkova  |
| 2008  | 2e tour (1/32)   | Justine Henin       | Q3                       | Carla Suárez Navarro     | Q3              | Eva Hrdinová      | Q1              | Sesil Karatantcheva |
| 2009  | Q3               | Viktoriya Kutuzova  | Q1                       | Frederica Piedade        | Q1              | Lauren Albanese   | —               | —                   |
|       |                  |                     |                          |                          |                 |                   |                 |                     |
| 2012  | Q2               | Jamie Hampton       | Q2                       | Kiki Bertens             | Q1              | Kristýna Plíšková | 3e tour (1/16)  | Sara Errani         |
| 2013  | 1er tour (1/64)  | Maria Sharapova     | 1er tour (1/64)          | Petra Cetkovská          | 2e tour (1/32)  | Samantha Stosur   | 1er tour (1/64) | Yaroslava Shvedova  |

N.B. : à droite du résultat se trouve le nom de l'ultime adversaire.

### En double dames
N.B. : le nom de la partenaire se trouve sous le résultat ; le nom des ultimes adversaires se trouve à droite.

## Parcours en «Premier Mandatory» et «Premier 5»
Découlant d'une réforme du circuit WTA en 2009, les tournois WTA « Premier Mandatory » et « Premier 5 » constituent les catégories d'épreuves les plus prestigieuses, après les quatre levées du Grand Chelem.

### En simple dames
| Année |              | Premier Mandatory          | Premier Mandatory | Premier Mandatory | Premier Mandatory |      | Premier 5 | Premier 5 | Premier 5  | Premier 5 | Premier 5 | Premier 5 | Premier 5 |
| Année | Indian Wells | Miami                      | Madrid            | Pékin             | Doha              | Doha | Rome      | Canada    | Cincinnati | Tokyo     | Tokyo     |           |           |
| Année | Indian Wells | Miami                      | Madrid            | Pékin             | Doha              | Doha | Rome      | Canada    | Cincinnati | Tokyo     | Tokyo     |           |           |
| Année | Indian Wells | Miami                      | Madrid            | Pékin             | Doha              | Doha | Rome      | Canada    | Cincinnati | Tokyo     | Tokyo     |           |           |
| 2013  |              | 1er tour (1/64) M. Sanchez |                   |                   |                   |      |           |           |            |           |           |           |           |

Sous le résultat, l’ultime adversaire.

## Classements WTA en fin de saison
| Année          | 2002 | 2003 | 2004 | 2005 | 2006 | 2007 | 2008 | 2009 | 2010 | 2011 | 2012 | 2013 | 2014 | 2015 | 2016 | 2017 |
| Rang en simple | 748  | 465  | 273  | 197  | 38   | 86   | 159  | 243  | 338  | 220  | 103  | 133  | 678  | 498  | 625  | 565  |
| Rang en double | —    | 738  | 515  | —    | —    | 489  | 764  | —    | 982  | 761  | 268  | 1211 | 1107 | 672  | 697  | 672  |

Source : (en) Classements de Olga Puchkova sur le site officiel de la Fédération internationale de tennis